# Brachymenium paradoxum
Brachymenium paradoxum là một loài Rêu trong họ Bryaceae. Loài này được (Herzog) A.J. Shaw mô tả khoa học đầu tiên năm 1987.